# Nexø hamn

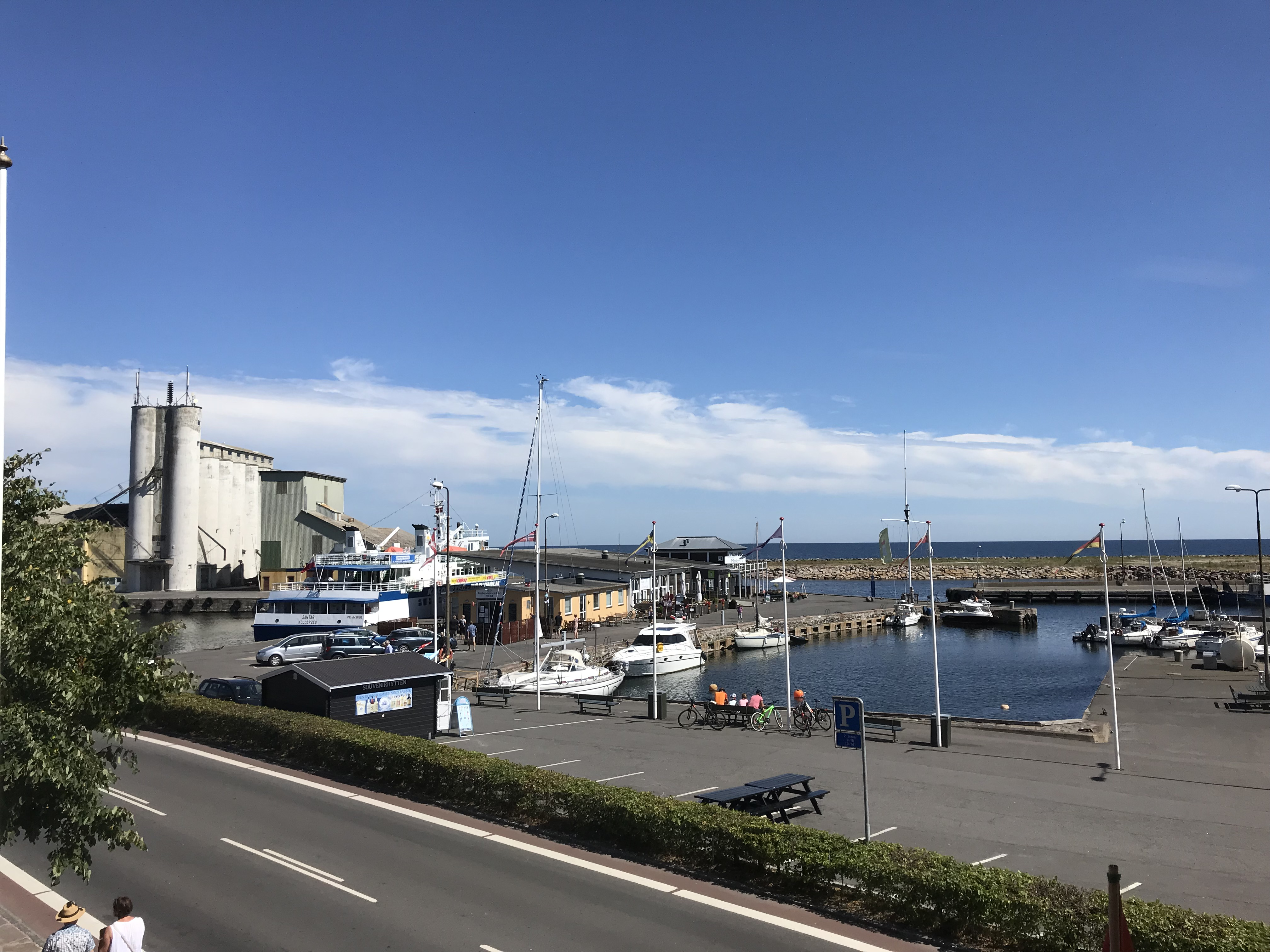
Norra delen av Nexø hamn, sedd från Nexø Museum

Nexø hamn är en kommunal allmän hamn och en fiskehamn i Nexø på Bornholm i Danmark. Hamnen har 2 875 meter kaj med ett djup på 3–5 meter på ett hamnområde på omkring 500 000 kvadratmeter.
Det har funnits en enkel hamn i Nexø med ett par små pirar ut mot havet sedan 1660-talet. Omkring 1860 började en egentlig hamn anläggas, till en början med en yttre hamnpir. Fiskehamnen utvidgades 1960-1964 med två nye hamnbassänger i den södra delen, och på 1980-talet var Nexø hamn den största kommunala fiskehamnen i Danmark och var också landets fjärde hamn i räknat i godsvolym och värde.
Krisen i östersjöfisket ledde till en stor nedgång i aktivitet i Nexø hamn. Antalet arbetsplatser i hamnen har minskat från 1 100 1990 till ungefär 200–225 idag. Antalet fiskebåtar som 2017 var hemmahörande i Nexø var 25, mot omkring 175 på 1980-talet. Sammanlagt landades 2017 omkring 30 700 ton till ett värde av omkring 58 miljoner danska kronor. 
I hamnen finns två reparationsvarv, motorreparationsverkstad, elektronikverkstad och segelmakare. 
I hamnen finns Nexø Redningsstation med räddningsfartygen Leopold Rosenfeldt och LRB 18.
Nexø har sommartid färjeförbindelse med personfärja med Kolobrzeg i Polen.

## Bildgalleri

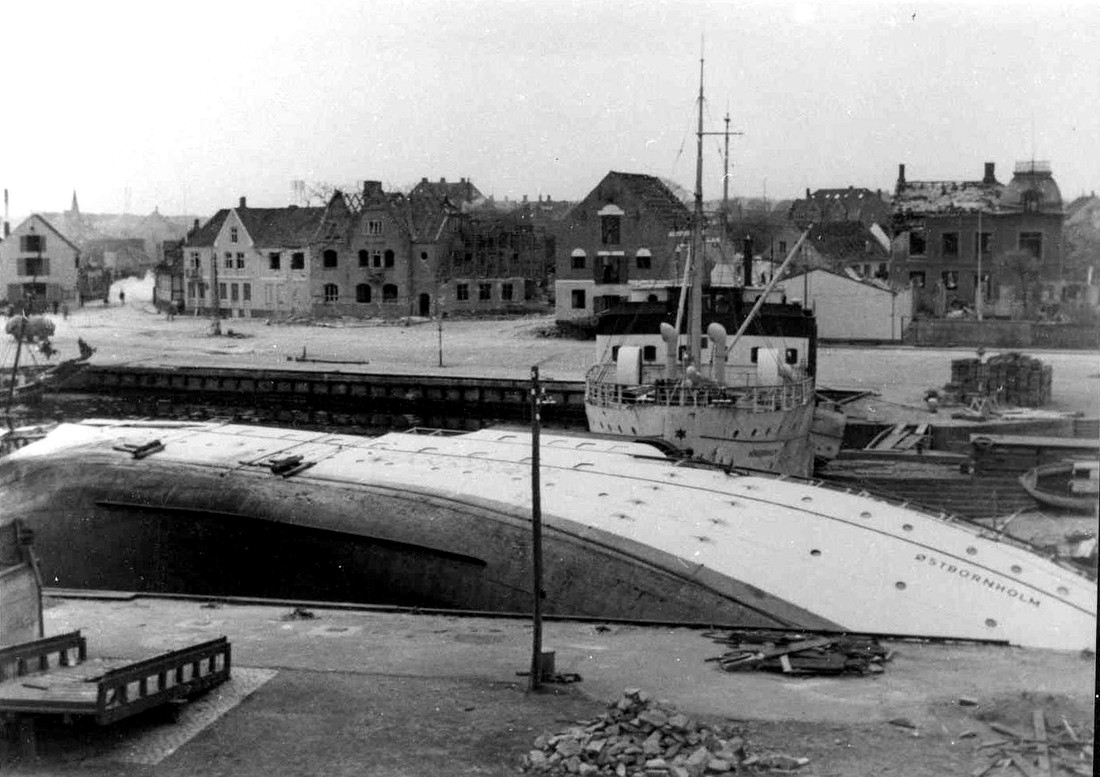
Nexø hamn med M/S Østbornholm bombad efter ryska bombningar 7-8 maj 1945
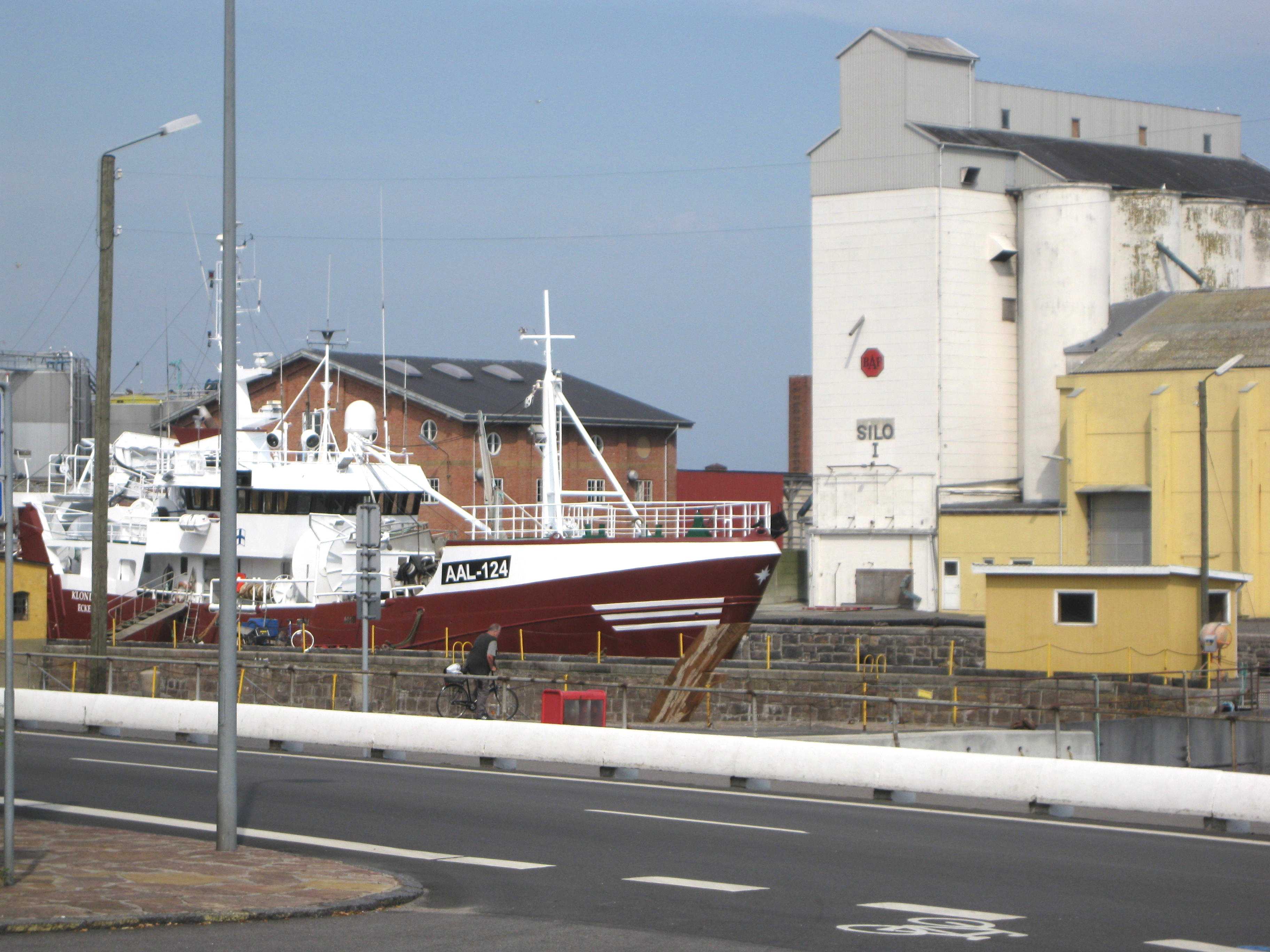
Nexø hamn 2010
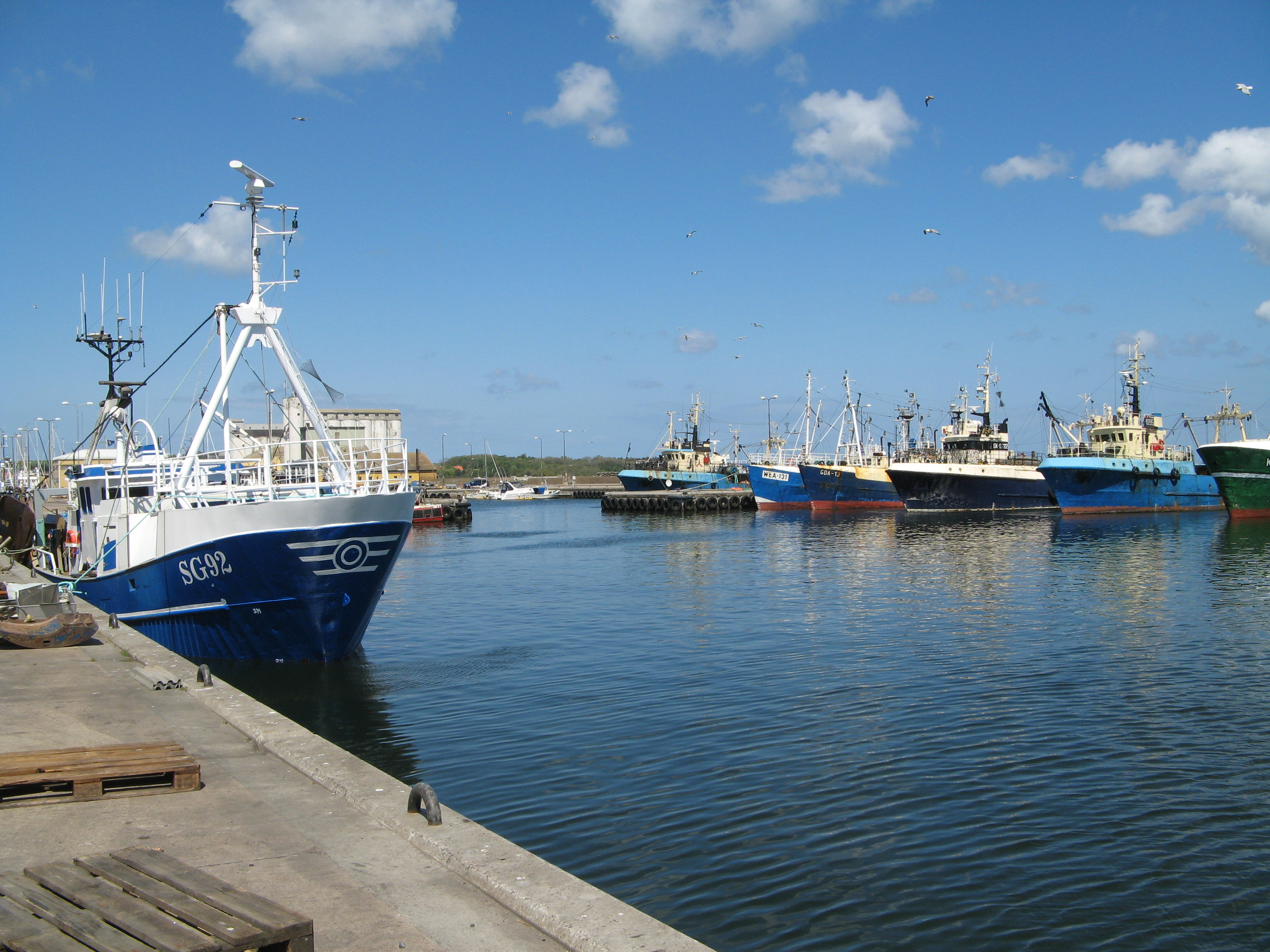
Fiskefartyg i Nexø hamn 2011
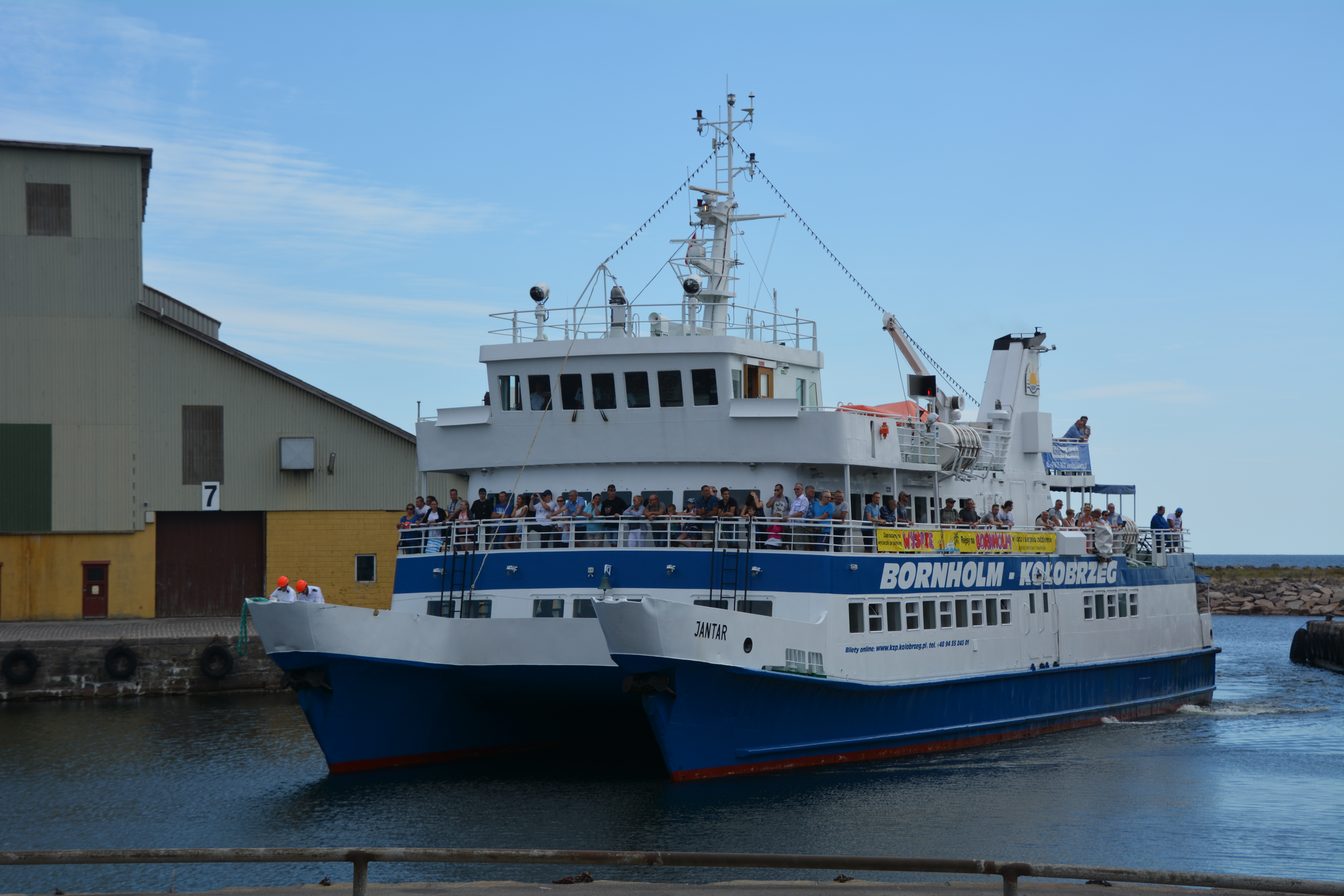
Färjan M/S Jantar på rutten Nexø-Kolobrzeg i trafikhamnen